# Sowjetarmee-Pokal 1964/65
Der Sowjetarmee-Pokal 1964/65 war die 25. Austragung des Pokalwettbewerbs im Fußball in Bulgarien. Pokalsieger wurde ZSKA Tscherweno sname Sofia. Das Team setzte sich im Finale gegen Meister FD Lewski Sofia durch. Durch den Sieg qualifizierte sich ZSKA für den Europapokal der Pokalsieger 1965/66.

## Modus
In der 1. Runde und im Finale wurden die Begegnungen in einem Spiel entschieden. Bei unentschiedenem Ausgang wurde der Sieger im Elfmeterschießen ermittelt. In den anderen Runden wurde in Hin- und Rückspiel über das Weiterkommen entschieden. Bei Torgleichheit in beiden Spielen wurde der Sieger ebenfalls im Elfmeterschießen ermittelt. Wenn nach jeweils acht Elfmetern kein Sieger feststand, wurde gelost.

## Teilnehmer
| - Akademik Sofia - DMZ Anton Iwanow Plowdiw - FC Balkan Botewgrad - Benkowski Isperich - DFS Beroe Stara Sagora - Botew Pasardschik - ASK Botew Plowdiw - Botew Sliwen | - FC Botew Wraza - Dobrudscha Tolbuchin - FD Dunaw Russe - Gorubso Madan - FK Gigant Belene - Lewski Kjustendil - FD Lewski Sofia - FD Lokomotive Sofia | - DFS Lokomotive Plowdiw - Lokomotive Russe - DFS Marek Stanke Dimitrow - Nikolaj Laskow Jambol - Rosowa Dolina Kasanlak - Septemwri Sofia - Septemwrijska Slawa Michailowgrad - FD Slawia Sofia | - AFD Sliwen - DFS Spartak Plewen - DFS Spartak Plowdiw - Spartak Sofia - Swetkawiza Targowischte - Tschardafon Gabrowo - SD Tscherno More Warna - ZSKA Tscherweno sname Sofia |

## 1. Runde
| Datum      |                                   | Ergebnis        |                             |
| ---------- | --------------------------------- | --------------- | --------------------------- |
| 16.12.1964 | Rosowa Dolina Kasanlak            | 3:1             | DFS Lokomotive Plowdiw      |
| 16.12.1964 | Botew Sliwen                      | 1:5             | DFS Beroe Stara Sagora      |
| 16.12.1964 | Lewski Kjustendil                 | 1:0             | DFS Marek Stanke Dimitrow   |
| 16.12.1964 | Spartak Sofia                     | 4:0             | FK Gigant Belene            |
| 16.12.1964 | SD Tscherno More Warna            | 1:2             | Dobrudscha Tolbuchin        |
| 16.12.1964 | Botew Pasardschik                 | 0:1             | FD Lokomotive Sofia         |
| 16.12.1964 | FC Balkan Botewgrad               | 0:4             | FD Lewski Sofia             |
| 16.12.1964 | Septemwri Sofia                   | 2:1             | ASK Botew Plowdiw           |
| 16.12.1964 | DMZ Anton Iwanow Plowdiw          | 1:3             | ZSKA Tscherweno sname Sofia |
| 16.12.1964 | DFS Spartak Plowdiw               | 2:1             | Gorubso Madan               |
| 16.12.1964 | Benkowski Isperich                | 0:1             | DFS Spartak Plewen          |
| 16.12.1964 | Swetkawiza Targowischte           | 3:0             | AFD Sliwen                  |
| 16.12.1964 | Tschardafon Gabrowo               | 2:1             | FD Dunaw Russe              |
| 16.12.1964 | Lokomotive Russe                  | 0:1             | Akademik Sofia              |
| 16.12.1964 | Septemwrijska Slawa Michailowgrad | (L)4:4(L)       | FC Botew Wraza              |
| 16.12.1964 | FD Slawia Sofia                   | 0:0 (0:3 i. E.) | Nikolaj Laskow Jambol       |

## Achtelfinale
| Datum             |                             | Gesamt          |                                   | Hinspiel | Rückspiel |
| ----------------- | --------------------------- | --------------- | --------------------------------- | -------- | --------- |
| 07.04./21.04.1965 | Spartak Sofia               | 6:2             | Lewski Kjustendil                 | 6:0      | 0:2       |
| 07.04./21.04.1965 | ZSKA Tscherweno sname Sofia | 7:0             | Septemwrijska Slawa Michailowgrad | 6:0      | 1:0       |
| 07.04./21.04.1965 | DFS Spartak Plowdiw         | 5:2             | Septemwri Sofia                   | 5:1      | 0:1       |
| 07.04./21.04.1965 | FD Lokomotive Sofia         | 8:2             | Swetkawiza Targowischte           | 3:0      | 5:2       |
| 07.04./21.04.1965 | DFS Spartak Plewen          | 3:2             | Dobrudscha Tolbuchin              | 1:2      | 2:0       |
| 07.04./21.04.1965 | DFS Beroe Stara Sagora      | 5:2             | Rosowa Dolina Kasanlak            | 2:1      | 3:1       |
| 07.04./21.04.1965 | Nikolaj Laskow Jambol       | 1:2             | FD Lewski Sofia                   | 0:0      | 1:2       |
| 07.04./21.04.1965 | Akademik Sofia              | 0:0 (5:4 i. E.) | Tschardafon Gabrowo               | 0:0      | 0:0       |

## Viertelfinale
| Datum             |                     | Gesamt          |                             | Hinspiel | Rückspiel |
| ----------------- | ------------------- | --------------- | --------------------------- | -------- | --------- |
| 26.05./23.06.1965 | FD Lewski Sofia     | 6:3             | Akademik Sofia              | 4:1      | 2:2       |
| 26.05./23.06.1965 | DFS Spartak Plowdiw | 3:3 (4:5 i. E.) | DFS Beroe Stara Sagora      | 3:1      | 0:2       |
| 26.05./23.06.1965 | Spartak Sofia       | 2:5             | ZSKA Tscherweno sname Sofia | 1:2      | 1:3       |
| 26.05./23.06.1965 | FD Lokomotive Sofia | 3:3 (5:4 i. E.) | DFS Spartak Plewen          | 2:2      | 1:1       |

## Halbfinale
| Datum             |                     | Gesamt |                             | Hinspiel | Rückspiel |
| ----------------- | ------------------- | ------ | --------------------------- | -------- | --------- |
| 11.08./25.08.1965 | FD Lokomotive Sofia | 0:1    | ZSKA Tscherweno sname Sofia | 0:1      | 0:0       |
| 11.08./25.08.1965 | FD Lewski Sofia     | 2:1    | DFS Beroe Stara Sagora      | 0:0      | 2:1       |

## Finale
| Paarung                     | ZSKA Tscherweno sname Sofia – FD Lewski Sofia |
| Ergebnis                    | 3:2 (2:0) |
| Datum                       | 8. September 1965 |
| Stadion                     | Slawia-Stadion, Sofia |
| Zuschauer                   | 30.000 |
| Schiedsrichter              | Ion Riter ( Rumänien) |
| Tore                        | 1:0 Asparuch Nikodimow (4.) 2:0 Nikola Sanew (34.) 2:1 Iwan Wassilew (69., Eigentor) 2:2 Georgi Sokolow (77., Elfmeter) 3:2 Janko Kirilow (85., Elfmeter) |
| ZSKA Tscherweno sname Sofia | Stojan Jordanow – Iwan Wassilew, Boris Gaganelow, Christo Marintschew – Boris Stankow, Dimitar Penew – Jewden Kamenow (77. Iwan Kolew), Nikola Sanew , Dimitar Jakimow, Janko Kirilow, Asparuch Nikodimow Cheftrainer: Grigori Pinaitschew ( Sowjetunion)          |
| FD Lewski Sofia             | Biser Michailow – Iwan Sdrawkow, Iwan Wuzow, Georgi Stojanow, Georgi Slatkow – Georgi Georgiew, Aleksandar Manolow – Simeon Nikolow, Georgi Asparuchow, Stefan Abadschiew (46. Georgi Sokolow), Aleksandar Kostow Cheftrainer: Rudolf Vytlačil ( Tschechoslowakei) |
| Platzverweise               | keine – Simeon Nikolow (36.) |